# Guangfuqiao (köpinghuvudort i Kina, Hunan Sheng, lat 29,48, long 111,30)
Guangfuqiao är en köpinghuvudort i Kina. Den ligger i provinsen Hunan, i den södra delen av landet, omkring 220 kilometer nordväst om provinshuvudstaden Changsha. Antalet invånare är 13 804. Befolkningen består av 6 790 kvinnor och 7 014 män. Barn under 15 år utgör 13,0 %, vuxna 15-64 år 75 %, och äldre över 65 år 10,0 %.
Runt Guangfuqiao är det ganska tätbefolkat, med 179 invånare per kvadratkilometer. Närmaste större samhälle är Jiashan, 14,0 km öster om Guangfuqiao. I omgivningarna runt Guangfuqiao växer huvudsakligen savannskog.
Genomsnittlig årsnederbörd är 1 751 millimeter. Den regnigaste månaden är maj, med i genomsnitt 282 mm nederbörd, och den torraste är december, med 30 mm nederbörd.